# Rhododendron 'Pink Lights'
Rhododendron 'Pink Lights' — сорт листопадных рододендронов (азалий) из серии сортов с высокой зимостойкостью (англ. Northern Lights Azalea Hybrids) созданной в Университете Миннесоты.
Используется как декоративное садовое растение.

## Происхождение
R. kosterianum × R. prinophyllum.
Работа над серией ульра-зимостойких рододендронов «Lights» была начата в 1930 году Альбертом Г. Джонсоном (англ. Albert G. Johnson) (согласно другому источнику первые скрещивания были сделаны в 1957 году), позднее к селекционной работе присоединились Леона Снайдер (англ. Leon Snyder) и англ. Harold Pellett.
Первая сорт этой серии — 'Northern Lights', был выпущен в 1978 году. Этот университетский проект продолжается и по сей день, ведутся работы по созданию чисто красных сортов азалий, сортов устойчивых к мучнистой росе и цветущих в июне и даже в июле.
Помимо 'Pink Lights' сотрудниками Университета Миннесоты были созданы следующие сорта: 'Apricot Surprise' 1987, 'Lemon Lights' 1996, 'Lilac Lights', 'Golden Lights' 1986, 'Northern Hi-Lights' 1994, 'Northern Lights' 1978, 'Orchid Lights' 1986, 'Mandarin Lights' 1992, 'Rosy Lights' 1984, 'Spicy Lights' 1987, 'Tri Lights' 2003, 'White Lights' 1984, 'Candy Lights'.

## Биологическое описание
Высота в 10-летнем возрасте около 90—120 см. Данные о максимальных размерах противоречивы. Максимальная высота: 180—240 см. Ширина 150—180 см. Рост вертикальный, крона округлая.
Листья эллиптические, на конце заострённые, с клиновидным основанием, плоские, оливково-зелёные. Осенний цвет листьев жёлтый, тёмно-бордовый.
Цветки ароматные, воронкообразные, нежно-розовые с хорошо выраженным жёлто-розовым пятном на верхней доле. Соцветия куполообразные, несут 9—10 цветков.
Сорт 'Rosy Lights' — результат того же скрещивания, но более компактный и с более глубоким цветом цветков.

## В культуре
Выдерживает понижения температуры до −37 °С.
Зоны морозостойкости: 3—7.
Местоположение: солнце, полутень.
Почва кислая, хорошо дренированная, богатая гумусом.
Оптимальный диаметр ямы для посадки — 60 см, глубина — 40 см. Состав почвенной смеси: кислый верховой торф, садовая земля (суглинок) и сосновая подстилка, взятые в равных частях, или 1 часть садовой земли, 2 части кислого верхового сфагнового торфа. Верховой торф можно заменить сфагнумом.